# スマトラ断層

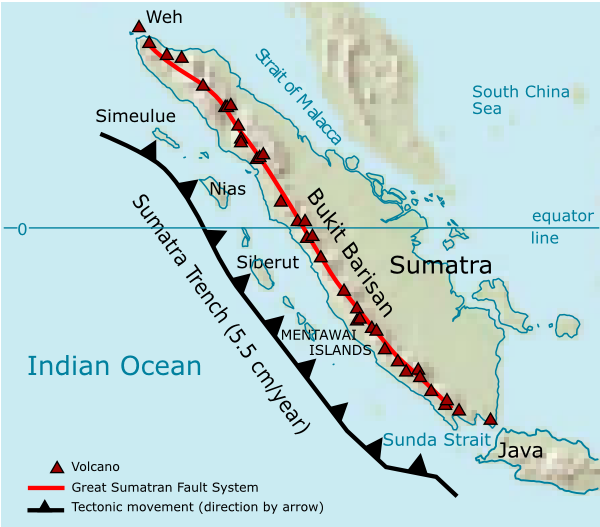
赤線がスマトラ断層。三角が火山

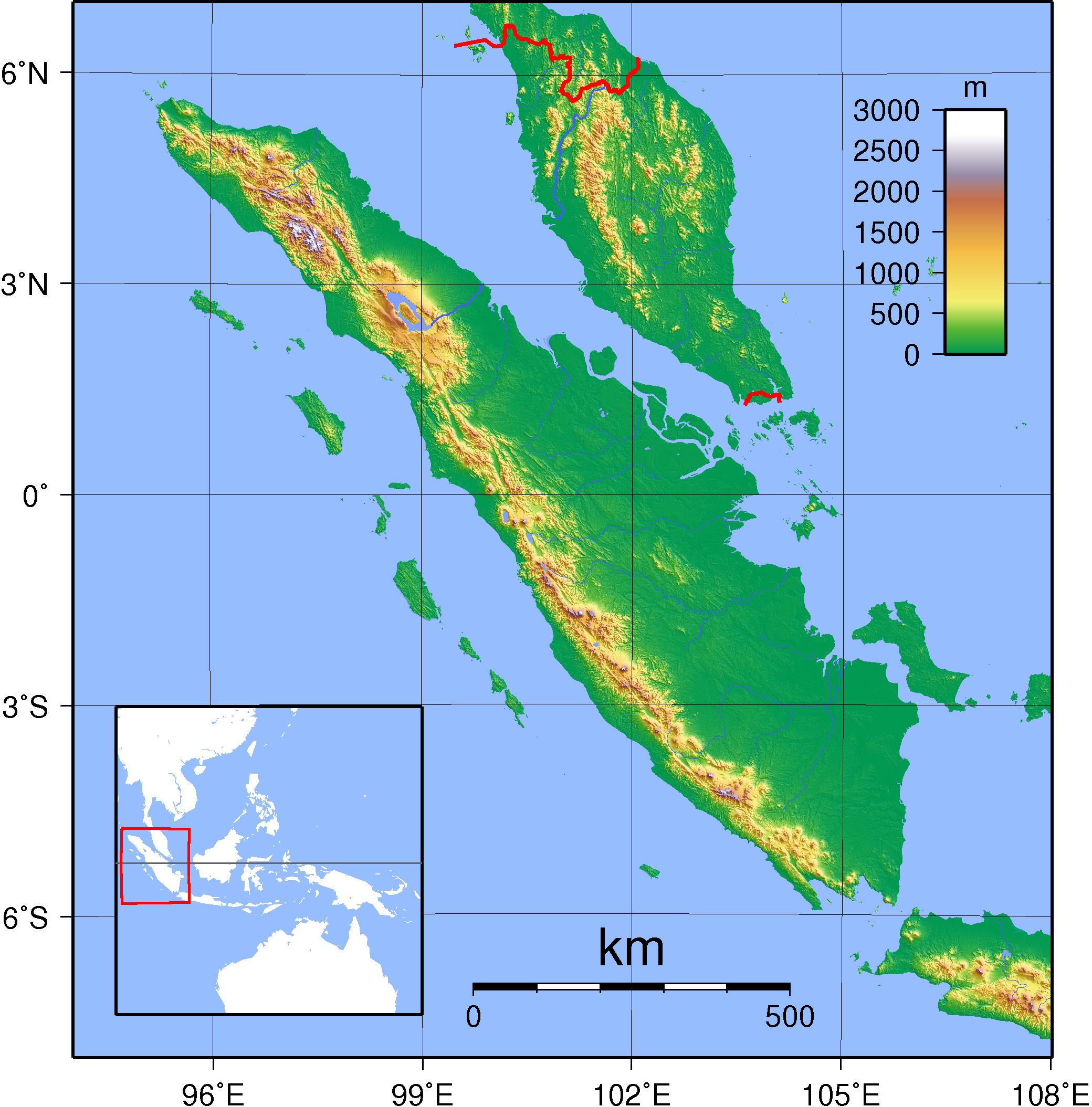
スマトラ島の地形図

スマトラ断層（スマトラだんそう、英: Great Sumatran fault）とは、2,000km近くにわたってスマトラ島の西岸を縦断する大規模な断層帯である。右横ずれ断層。大スマトラ断層、グレートスマトラ断層とも言う。

## 概要
スマトラ断層は、大ニコバル島の東方沖約200km付近から始まり、ウェ島、バンダアチェの北東、バリサーン山脈のクンバール山、トバ湖の南西、Lubukraya山、マラピ山とTandikat山の間、クリンチ山、Kaba山、Sekincau山、スンダ海峡を通って、南側はジャワ島西端の近海まで伸びる。途中でいくつか分岐断層がある。

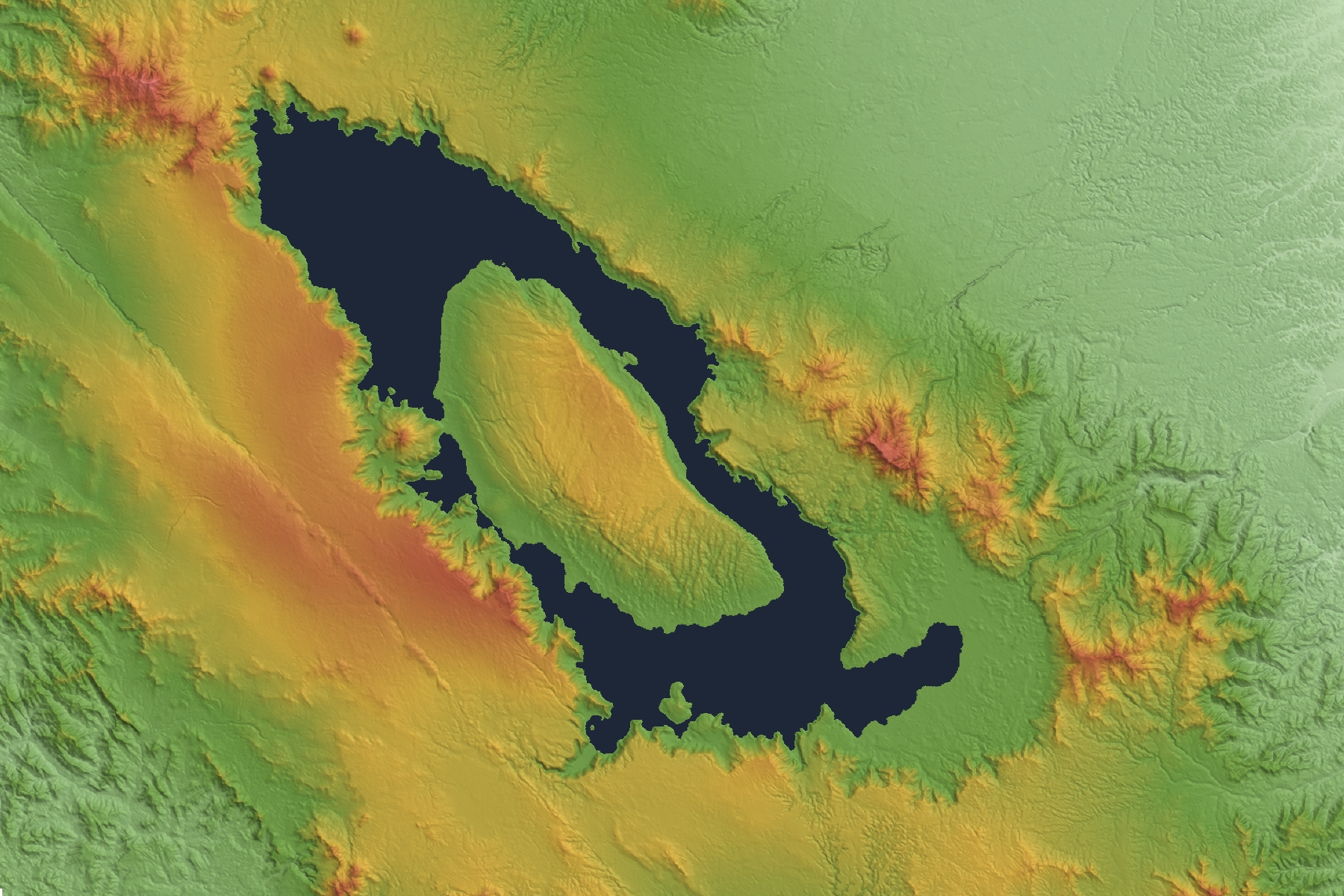
トバ湖の西側を通るスマトラ断層

断層の北側は、背弧海盆であるアンダマン海盆を経由して、ミャンマーのサガイン断層に連続する。
スンダ海溝はスンダ海峡以北で斜め沈み込みに漸移し、右横ずれ応力が島弧側に及んでいる。この応力の一部をこの断層が担っており、スマトラ島では海溝と並行して明瞭なリニアメントが形成されている。この構造は南海トラフに対する中央構造線断層帯や、フィリピン海溝に対するフィリピン断層などと同様である。

## スマトラ断層の形成
プレートテクトニクスの考え方によれば、スマトラ島の周囲では、インド洋北東部からオーストラリアにかけての地域を覆うインド・オーストラリアプレートが、スマトラ島や東南アジアの大部分を覆うスンダプレートとこれに密着しているビルマプレートの下に沈み込み、スンダ海溝をつくっている。
スンダ海溝での沈み込みによって、海溝の東側には土砂が堆積する上、圧力によって隆起して付加体となる。アンダマン諸島、ニコバル諸島、シムルエ島、ニアス島、メンタワイ諸島と連なる細長い列島は古くにできた付加体であり、それより西側の海溝近くには激しく褶曲した新しい付加体が連なっている。
この付加体の列のさらに東側には、古くから地殻変動の影響が少ないために大量の土砂が堆積して平らとなった海盆がある。プレートの沈み込みによる圧力は、付加体側のほうが海盆より大きいためずれが生じ、メンタワイ断層と呼ばれる断層ができた。メンタワイ断層はスマトラ島とほぼ並行する形で、スマトラ島とほぼ同じ長さにわたって伸び、スマトラ島と、メンタワイ諸島などの列島とを隔てる大規模な海底の断層帯となっている。
インド・オーストラリアプレートの移動方向は北北東方向であり、固定されている大陸プレート（スンダプレートやビルマプレート）に向かって斜めに沈み込んでいる。そのため、メンタワイ断層の南側では北方向の力、北側では南方向の力がそれぞれかかり、両側では圧力に差が生じて右横ずれ断層となっている。
しかし、メンタワイ断層のずれだけでは圧力の差を開放することはできず、さらに内側に位置するスマトラ島にも断層を発生させようという力が働く。そこで、スマトラ島西岸（バリサン山脈付近）に力が集中し、右横ずれのスマトラ断層ができた。断層付近は地殻が砕けて地溝帯となり、そこにマグマが溜まって大規模な火山の列ができた。
非常に長いスマトラ断層であるが、その北側にも同じ構造の断層が連なっている。アンダマン海では十字型（エシェロン状）に複数の断層が並び、さらにその北には南北に長くサガイン断層（ビルマ中央断層）が連なっている。
南側では、スンダ海峡で断層が途切れている。これは、ジャワ島の南側ではインド・オーストラリアプレートが大陸プレートに対して直角に沈み込んでおり、圧力のずれが生じないためである。
ただし、スマトラ島付近では、インド・オーストラリアプレートの沈み込みが北側で早く南側で遅いため、ジャワ島に対してやや時計回りに回転しながら沈み込んでいる。そのため、圧力の高いスマトラ島は大陸プレート側に押され、大スンダ列島はスンダ海峡で真っ二つに折られている。その境目にマグマが溜まってできたのがクラカタウ山である。
一方、メンタワイ断層の北端はニアス島の北西沖で途切れ、西アンダマン断層につながっている。両断層はバティー断層によって寸断されており、その周囲ではやや異なった地下構造となっている。南端はバンダルランプンの南南西約200km付近までで途切れている。